# Paul Rosenstein-Rodan
Paul Narcyz Rosenstein-Rodan (geboren 19. April 1902 in Krakau, Österreich-Ungarn; gestorben 28. April 1985 in Boston) war ein österreichischer Ökonom.

## Leben
Rosenstein-Rodan wurde ausgebildet in Wien in der österreichischen Tradition der Nationalökonomie, lebte und lehrte nach seiner Emigration 1930–47 in England, arbeitete 1947–53 bei der Weltbank und danach an verschiedenen US-Universitäten (MIT, Texas, Boston). 1961 wurde er in die American Academy of Arts and Sciences gewählt.

## Werk
Rosenstein-Rodan gehörte zur vierten Generation der so genannten Österreichischen Schule um Friedrich August von Hayek und prägte u. a. die Grenznutzentheorie.
Das Werk von Paul Rosenstein-Rodan lässt sich in zwei Epochen teilen:
- frühe Arbeiten zur reinen Theorie in den Jahren 1926 bis 1936
- und die dann folgende anwendungsorientierte Behandlung von Problemen der nachholenden wirtschaftlichen Entwicklung – beginnend mit der Studie Problems of the Industrialisation of Eastern and South-Eastern Europe (1943), dem, so der Entwicklungsökonom Hans-Heinrich Bass, "wohl ersten Werk der Subdisziplin der Entwicklungsökonomie überhaupt"[2].

Bekannt wurde Rosenstein-Rodans (1943 erstmals geäußerte) These, die Komplementarität von Industrien und die Möglichkeit von Skalenerträgen erforderten eine Entwicklungsstrategie staatsinduzierter, großangelegter Industrialisierung (big push in Rosenstein-Rodans Diktion von 1957), verbunden mit langfristig orientierter staatlicher Planung.
Rosenstein-Rodan war daher auch ein Vertreter der entwicklungsökonomischen Strategie des gleichgewichtigen Wachstums (Balanced Growth).

## Schriften
- The Rôle of Time in Economic Theory. In: Economica, 1934, S. 77–97.
- Problems of Industrialization of Eastern and South-Eastern Europe. In: Economic Journal, Vol 53, 1943, No. 210/211, S. 202–211